# 細川八十八

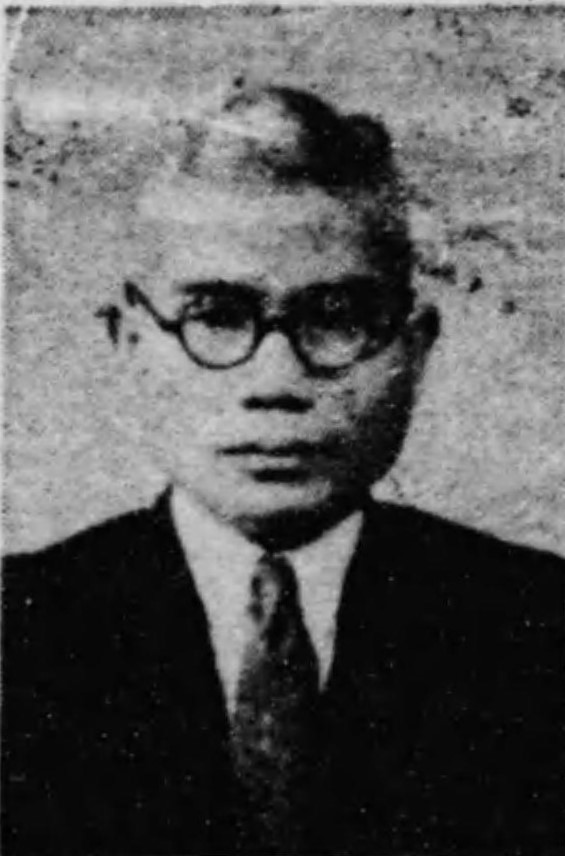
細川八十八

細川 八十八（ほそかわ やそはち、1902年（明治35年）5月11日 - 1973年（昭和48年）1月18日）は、昭和期の実業家、政治家。衆議院議員。

## 経歴
石川県出身。丸十花緒工業有限会社代表取締役を務めた。その他、大阪市都島区高島町会連合会長、司法省司法保護委員、大阪市都島区地区方面委員長などに在任した。
1946年（昭和21年）4月の第22回衆議院議員総選挙に大阪府第1区から日本進歩党公認で出馬して初当選。1947年（昭和22年）4月の第23回総選挙で大阪府第2区から民主党公認で出馬して再選され、衆議院議員に連続2期在任した。この間、日本進歩党青年部長、民主党幹事長補佐、同党大阪府連会長などを務めた。以後、第24回総選挙に立候補したが次点で落選した。
その後、自由民主党大阪府連顧問を務めた。